# Johannes Withoos
Johannes Withoos (Amersfoort, 1648 – Amsterdam, ca. 1688) was een Nederlands kunstschilder en tekenaar uit de periode van de Gouden Eeuw. Hij was de oudste zoon van Matthias Withoos, die ook zijn leermeester was. Hij vervaardigde stillevens en vooral landschappen in aquarel en olieverf. Ook maakte hij een groot aantal botanische tekeningen, zoals ook andere kinderen uit het kunstenaarsgezin Withoos deden.
Johannes was een broer van Pieter, Frans, Alida en Maria Withoos, allen actief in het schildersvak. Hij was lange tijd werkzaam in Rome, maar op de terugreis naar huis, zo vermeldt Arnold Houbraken, "[lokte] zeker voorval hem aan 't Hof van den Vorst van Saxen Lauwenborg", waar hij volgens Houbraken in 1685 zou zijn gestorven. A.J. van der Aa vermeldt in zijn Biographisch woordenboek der Nederlanden eveneens dat Withoos werkte aan het hof van de hertog van Saksen-Lauenburg en dat hij in 1683 overleed. Het RKD vermeldt echter dat hij van 1682 tot 1688 in Amsterdam verbleef, waar hij zou zijn overleden.